# Guguluf

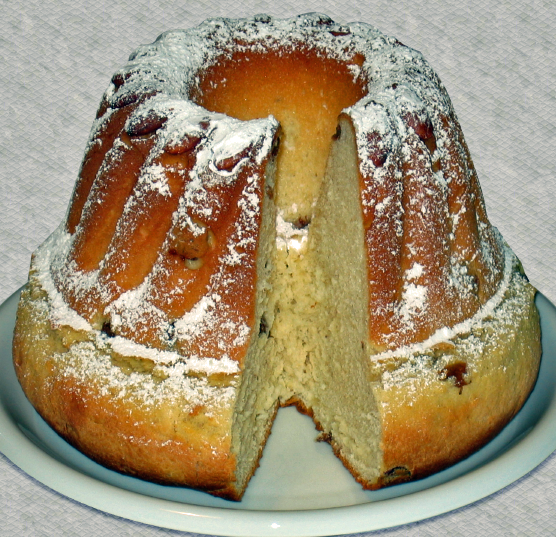
Guguluf

Guguluf este o prăjitură cu formă caracteristică (ce seamănă cu un turban), acoperită cu stafide, preparată într-o matriță specială de ceramică.  Guguluful este o specialitate din Alsacia, Austria, Republica Cehă și Germania de sud.

## Etimologie
Originea cuvântului guguluf este cuvântul din germană Gugelhupf sau Gugelhopf, unde Gugel semnifică „cagulă”, „scufie”, la modă în Evul Mediu în Germania, iar Hupf (Hefe) semnifică „drojdie (de panificație)”. Unii cred că denumirea germană Gugelhupf ar proveni de la cuvântul german Kugelhut, unde Kugel semnifică „bilă”, „bulgăr”, iar Hut semnifică „pălărie”.